# Landion (affluent de l'Aube)
Pour les articles homonymes, voir Landion.
Le Landion est une rivière française coulant dans le département de l'Aube, en région Grand Est, et un affluent de l’Aube en rive gauche, donc un sous-affluent de la Seine.

## Géographie
D'une longueur de 24,3 kilomètres, le Landion naît dans la commune de Bligny a la fontaine d'Amour
et se jette dans l’Aube à Dolancourt. Il s'écoule globalement du sud sud-est vers le nord.

### Communes et cantons traversés
D'amont en aval, le Landion traverse six communes du département de l'Aube : Bligny (source),  Meurville, Spoy, Argançon et Dolancourt (confluence).
Circonscrit à l'arrondissement de Bar-sur-Aube, il prend source dans le canton de Bar-sur-Aube et conflue dans celui de Vendeuvre-sur-Barse.

### Bassin versant
Outre les six communes précitées, son bassin versant inclut quatre autres communes : Bergères, Couvignon, Fravaux et Urville. Il fait partie d'un bassin versant plus étendu : « L'Aube du confluent du Landion (inclus) au confluent de la Voire (exclu) », qui s'étend sur 1 679 km2. Ce dernier comprend 46,13 % de « territoires agricoles »,  51,95 % de « forêts et milieux semi-naturels », 1,44 % de « territoires artificialisés » et 0,46 % de « surfaces en eau ».

## Affluents
Selon le SANDRE, le Landion a trois affluents référencés, ainsi que deux bras secondaires :
- le Requin (rd[note 1]), 4,2 km sur les communes de Bligny et Urville[6];
- la Gironde (rd), 3,2 km sur les communes de Bligny, Meurville et Bergères[3];
- la Pierre (rd), 4,5 km sur les communes de Meurville  et Couvignon[4];
- bras du Landion, 0,7 km sur la commune de Bligny[8] ;
- bras du Landion, 0,4 km sur la commune d'Argançon[9].

Le Géoportail identifie un autre court affluent, le Larget, qui prend sa source au bourg de Fravaux.

### Rang de Strahler
Aucun de ces affluents n'ayant lui-même d'affluent, le nombre de Strahler du Landion s'élève à deux.

## Hydrologie
Le régime est dit pluvial océanique, comme la rivière confluente.

## Aménagements et écologie

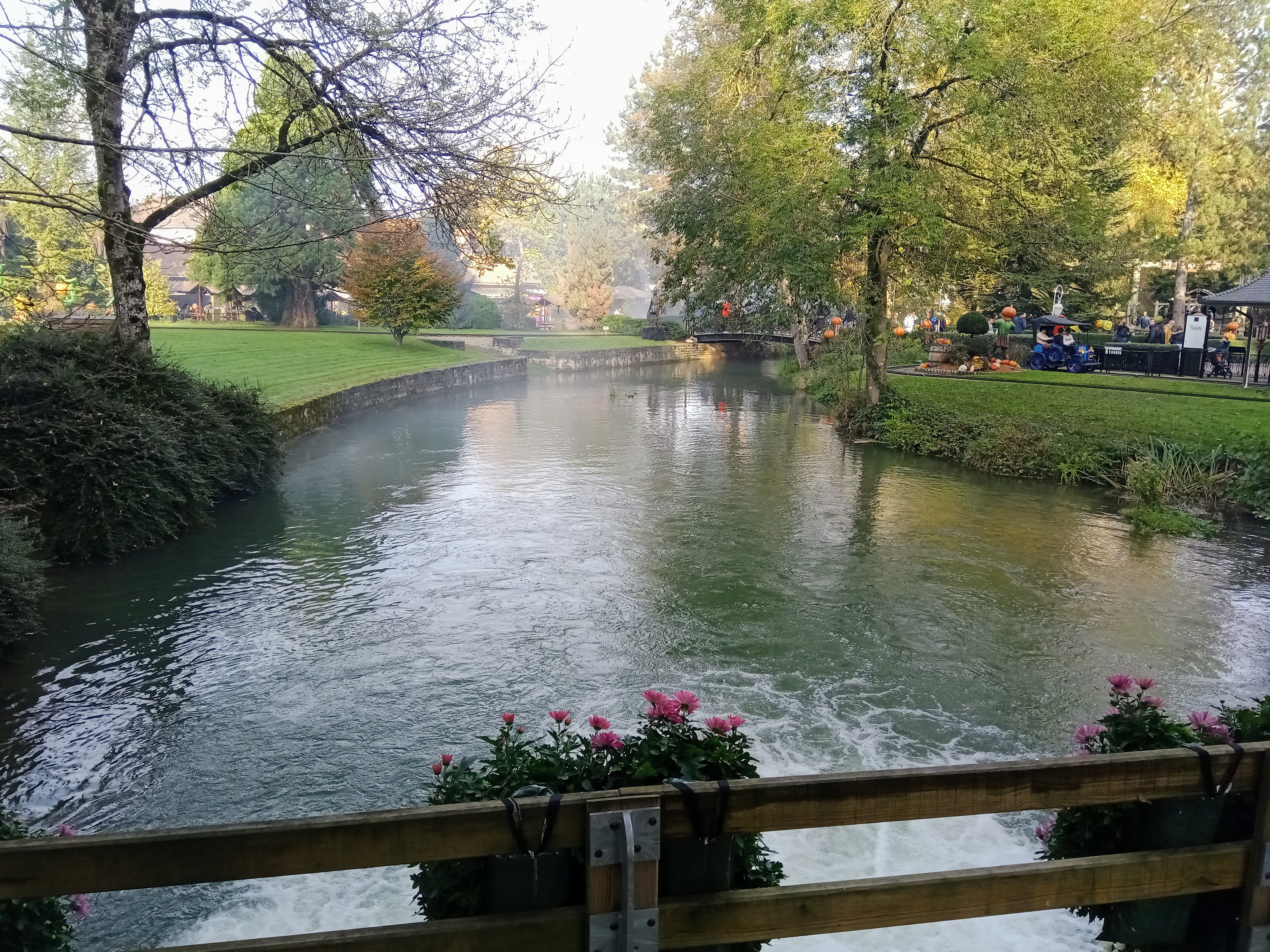
Le Landion à Nigloland.

Les deux dernières communes aval du Landion, Argançon et Dolancourt font partie du parc naturel régional de la forêt d'Orient.
Le parc d'attractions Nigloland est installé depuis le 13 juin 1987 sur la commune de Dolancourt et le Landion le traverse.